# Tamborina entrea
Tamborina entrea är en insektsart som beskrevs av Otte, D. och R.D. Alexander 1983. Tamborina entrea ingår i släktet Tamborina och familjen syrsor. Inga underarter finns listade i Catalogue of Life.